# Räddningsstation Hudiksvall (sjöräddning)
Räddningsstation Hudiksvall är en av Sjöräddningssällskapets räddningsstationer. 
Räddningsstation Hudiksvall ligger i Hudiksvalls småbåtshamn. Den inrättades 1997, då som en filial till Räddningsstation Stocka i Stocka, och har 15 frivilliga. Den första räddningsbåten var en öppen Avon Searider ribbåt, som omdöptes från Stocka till Hudiksvall. I juni 1999 fick räddningsstationen överta räddningsbåten Evert Taube av Eskortenklass från Räddningsstation Möja. Hösten 2010 togs den tidigare Evert Taube ur tjänst efter elva år som räddningsbåt på stationen i Hudiksvall. Den ersattes av en Stridsbåt 90 E, som tidigare under namnet tidigare Rescue Skandia Future tjänstgjort vid Räddningsstation Vaxholm och som också fick namnet Evert Taube.
Ett nytt stationshus, uppfört av de frivilliga, invigdes i maj 2013.

## Räddningsfarkost
- 90-116 Rescue Evert Taube, en 11,9 meter lång tidigare Stridsbåt 90 E, byggd 1992. Den ersatte 2010 en tidigare Rescue Evert Taube av Eskortenklass.
- Rescue Hemsö, en 7,3 meter öppen båt, byggd 1994